# رایان سایپک
رایان سایپک (انگلیسی: Ryan Sypek؛ زادهٔ ۶ اوت ۱۹۸۲) هنرپیشه اهل ایالات متحده آمریکا است.
از فیلم‌ها یا برنامه‌های تلویزیونی که وی در آن نقش داشته‌است می‌توان به آشنایی با مادر و زندگی مخفی نوجوان آمریکایی اشاره کرد.